# Шарабан (скринька рибалки)

Ескіз шарабана рибалки. Тут: 1 — відкидна кришка, оббита м'яким водонепроникним матеріалом для сидіння із петлями (4) і запором (9, 10); 3 — короб для найдрібнішої снасті і приманки; може ділитися на відсіки; у ньому ж можуть переноситися сачок і зимові вудки; 5— більший відділ для пійманої риби; 6 — менший відділ для особистих речей і снасті; 7 — черезплічна лямка; 8 — лючок для вкладання пійманої риби на петлях. Тут не показані додаткові кишені, лямки, сітки, тощо

Шарабан — назва скриньки із лямкою, що її використовують рибалки як валізу для снасті і стільчик при зимовій риболовлі.

## Опис
Це універсальний предмет, що виконує відразу кілька функцій.
- По-перше — це ящик, куди можна покласти частину рибальських приладь.
- По-друге — це ємність, куди рибалка складає виловлену рибу.
- По-третє — це зручний зимовий стільчик, що робить зимову риболовлю більш комфортною.

## Саморобний варіант
Таку скриньку можна купити в магазині, але можна зробити і самому, це не складно.
Умільці виготовляють такі скриньки з будь-якого зручного підсобного матеріалу: дерева, фанери, жерсті, дюралі, пластику.
Кришка може бути знімною чи закріпленою на петлях. У будь-якому випадку робиться так, щоб кришка прилягала герметично. Її можна оббити зсередини тканиною. Щоб кришка міцно трималася на ящику потрібно придумати спеціальну засувку, яка при закриванні могла б притягати кришку щільно до каркаса.
Деякі рибалки використовують ящик замість стільчика, тому верх кришки оббивається міцним матеріалом (шкірою) разом з утеплювачем.
Внутрішня частина ящика ділиться на відділення для риби і снастей. Варіант: відділ для снастей обладнується на кришці. Виходить, наче один ящик в іншому, по типу матрьошки.
Якщо скриня зроблена з дерева, її слід покрити водовідштовхувальним лаком, інакше дерево моментально буде вбирати вологу. Крім цього, дерево вбирає і запахи. Якщо його не закрити лаком, то ящик завжди буде пахнути рибою. Отже, покривають лаком як зовнішню, так і внутрішню частину ящика. Покриваються вони не менше 2-х разів. Вибирається лак не смердючий, інакше риба буде завжди відгонити ароматом лакової поверхні.

## Огляд пластикових скринь
Ящики A-Elita, Konger, Тонар Барнаул, Golden Catch і їм подібні — виготовляють з морозостійкого пластику підвищеної міцності. Це однотипні ящики, які мають мінімальні відмінності в конструкції і внутрішнім вмістом, виготовлені різними виробниками.
Ящик Тонар Барнаул, наприклад, двокамерний; дозволяє охайно зберігати рибальські приналежності. У більшій нижній камері можна зберігати вудки, рибу, одяг та інші великі аксесуари для зимової ловлі. У меншій камері, розташованій в кришці ящика, є кілька відділень для зберігання дрібниць. У комплекті до зимової скриньки йде широкий ремінець для зручного транспортування ящика на льоду. Виготовлений з удароміцного, морозостійкого пластику (до — 40 ° С). Не пропускає і не вбирає воду. Надійна кришка ящика має комфортне м'яке сидіння.
Тонар A-Elite Golden Catch
- Максимальне навантаження — 130 кг
- Об'єм — 19 л.
- Розмір ящика: 36 х 39 х 18/23 см.

Плюси — зручна двохкамерна конструкція і велику місткість.
Мінуси — висота самого ящика, яка підійде не для кожного. При виборі слід враховувати зріст рибалки.